# دوریان هاروود
دوریان هاروود (انگلیسی: Dorian Harewood؛ زادهٔ ۶ اوت ۱۹۵۰) یک هنرپیشه، و صدا پیشه اهل ایالات متحده آمریکا است.
از فیلم‌ها یا برنامه‌های تلویزیونی که وی در آن نقش داشته است می‌توان به مرگ ناگهانی، غلاف تمام‌فلزی، گوتیکا، ارتفاعات آرام، سبک‌سری، حمله به کلانتری ۱۳، گری لیدی غرق شد و پینکی و برین اشاره کرد.